# Samuel Holmén
Samuel Tobias Holmén (Annelund, 28 giugno 1984) è un calciatore svedese, centrocampista dell'Annelund.

## Biografia
È fratello maggiore del difensore Sebastian Holmén.

## Statistiche

### Cronologia presenze e reti in nazionale
| Cronologia completa delle presenze e delle reti in nazionale ― Svezia | Cronologia completa delle presenze e delle reti in nazionale ― Svezia | Cronologia completa delle presenze e delle reti in nazionale ― Svezia | Cronologia completa delle presenze e delle reti in nazionale ― Svezia | Cronologia completa delle presenze e delle reti in nazionale ― Svezia | Cronologia completa delle presenze e delle reti in nazionale ― Svezia | Cronologia completa delle presenze e delle reti in nazionale ― Svezia | Cronologia completa delle presenze e delle reti in nazionale ― Svezia |
| Data                                                                  | Città                                                                 | In casa                                                               | Risultato                                                             | Ospiti                                                                | Competizione                                                          | Reti                                                                  | Note                                                                  |
| --------------------------------------------------------------------- | --------------------------------------------------------------------- | --------------------------------------------------------------------- | --------------------------------------------------------------------- | --------------------------------------------------------------------- | --------------------------------------------------------------------- | --------------------------------------------------------------------- | --------------------------------------------------------------------- |
| 15-11-2006                                                            | Le Mans                                                               | Costa d'Avorio                                                        | 1 – 0                                                                 | Svezia                                                                | Amichevole                                                            | -                                                                     | 85’                                                                   |
| 14-1-2007                                                             | Maracaibo                                                             | Venezuela                                                             | 2 – 0                                                                 | Svezia                                                                | Amichevole                                                            | -                                                                     | 60’                                                                   |
| 18-1-2007                                                             | Cuenca                                                                | Ecuador                                                               | 2 – 1                                                                 | Svezia                                                                | Amichevole                                                            | -                                                                     | 83’                                                                   |
| 21-1-2007                                                             | Quito                                                                 | Ecuador                                                               | 1 – 1                                                                 | Svezia                                                                | Amichevole                                                            | -                                                                     | 62’                                                                   |
| 13-1-2008                                                             | San Juan                                                              | Costa Rica                                                            | 0 – 1                                                                 | Svezia                                                                | Amichevole                                                            | 1                                                                     | 44’                                                                   |
| 19-1-2008                                                             | Carson                                                                | Stati Uniti                                                           | 2 – 0                                                                 | Svezia                                                                | Amichevole                                                            | -                                                                     | 61’                                                                   |
| 6-2-2008                                                              | Istanbul                                                              | Turchia                                                               | 0 – 0                                                                 | Svezia                                                                | Amichevole                                                            | -                                                                     | 73’                                                                   |
| 20-8-2008                                                             | Göteborg                                                              | Svezia                                                                | 2 – 3                                                                 | Francia                                                               | Amichevole                                                            | -                                                                     | 84’                                                                   |
| 6-9-2008                                                              | Tirana                                                                | Albania                                                               | 0 – 0                                                                 | Svezia                                                                | Qual. Mondiali 2010                                                   | -                                                                     | 83’                                                                   |
| 10-9-2008                                                             | Solna                                                                 | Svezia                                                                | 2 – 1                                                                 | Ungheria                                                              | Qual. Mondiali 2010                                                   | 1                                                                     |                                                                       |
| 11-10-2008                                                            | Solna                                                                 | Svezia                                                                | 0 – 0                                                                 | Portogallo                                                            | Qual. Mondiali 2010                                                   | -                                                                     |                                                                       |
| 19-11-2008                                                            | Amsterdam                                                             | Paesi Bassi                                                           | 3 – 1                                                                 | Svezia                                                                | Amichevole                                                            | -                                                                     | 77’                                                                   |
| 24-1-2009                                                             | Carson                                                                | Stati Uniti                                                           | 3 – 2                                                                 | Svezia                                                                | Amichevole                                                            | -                                                                     | 62’                                                                   |
| 28-1-2009                                                             | Oakland                                                               | Messico                                                               | 0 – 1                                                                 | Svezia                                                                | Amichevole                                                            | -                                                                     | 46’ 78’                                                               |
| 11-2-2009                                                             | Graz                                                                  | Austria                                                               | 0 – 2                                                                 | Svezia                                                                | Amichevole                                                            | -                                                                     | 46’                                                                   |
| 28-3-2009                                                             | Porto                                                                 | Portogallo                                                            | 0 – 0                                                                 | Svezia                                                                | Qual. Mondiali 2010                                                   | -                                                                     | 58’                                                                   |
| 10-6-2009                                                             | Göteborg                                                              | Svezia                                                                | 4 – 0                                                                 | Malta                                                                 | Qual. Mondiali 2010                                                   | -                                                                     | 80’                                                                   |
| 12-8-2009                                                             | Solna                                                                 | Svezia                                                                | 1 – 0                                                                 | Finlandia                                                             | Amichevole                                                            | -                                                                     | 10’ 46’                                                               |
| 5-9-2009                                                              | Budapest                                                              | Ungheria                                                              | 1 – 2                                                                 | Svezia                                                                | Qual. Mondiali 2010                                                   | -                                                                     | 85’                                                                   |
| 9-9-2009                                                              | Attard                                                                | Malta                                                                 | 0 – 1                                                                 | Svezia                                                                | Qual. Mondiali 2010                                                   | -                                                                     | 58’                                                                   |
| 10-10-2009                                                            | Copenaghen                                                            | Danimarca                                                             | 1 – 0                                                                 | Svezia                                                                | Qual. Mondiali 2010                                                   | -                                                                     | 63’                                                                   |
| 20-1-2010                                                             | Seeb                                                                  | Oman                                                                  | 0 – 1                                                                 | Svezia                                                                | Amichevole                                                            | -                                                                     | 44’                                                                   |
| 23-1-2010                                                             | Damasco                                                               | Siria                                                                 | 1 – 1                                                                 | Svezia                                                                | Amichevole                                                            | -                                                                     | 81’                                                                   |
| 11-11-2011                                                            | Copenaghen                                                            | Danimarca                                                             | 2 – 0                                                                 | Svezia                                                                | Amichevole                                                            | -                                                                     | 85’                                                                   |
| 29-2-2012                                                             | Zagabria                                                              | Croazia                                                               | 1 – 3                                                                 | Svezia                                                                | Amichevole                                                            | -                                                                     | 46’                                                                   |
| 30-5-2012                                                             | Göteborg                                                              | Svezia                                                                | 3 – 2                                                                 | Islanda                                                               | Amichevole                                                            | -                                                                     | 62’                                                                   |
| 5-6-2012                                                              | Solna                                                                 | Svezia                                                                | 2 – 1                                                                 | Serbia                                                                | Amichevole                                                            | -                                                                     | 87’                                                                   |
| 19-6-2012                                                             | Kiev                                                                  | Francia                                                               | 0 – 2                                                                 | Svezia                                                                | Euro 2012 - 1° turno                                                  | -                                                                     | 78’ 81’                                                               |
| 15-8-2012                                                             | Solna                                                                 | Svezia                                                                | 0 – 3                                                                 | Brasile                                                               | Amichevole                                                            | -                                                                     |                                                                       |
| 6-9-2012                                                              | Helsingborg                                                           | Svezia                                                                | 1 – 0                                                                 | Cina                                                                  | Amichevole                                                            | -                                                                     | 84’                                                                   |
| 16-10-2012                                                            | Berlino                                                               | Germania                                                              | 4 – 4                                                                 | Svezia                                                                | Qual. Mondiali 2014                                                   | -                                                                     | 46’                                                                   |
| 26-3-2013                                                             | Žilina                                                                | Slovacchia                                                            | 0 – 0                                                                 | Svezia                                                                | Amichevole                                                            | -                                                                     | 46’                                                                   |
| Totale                                                                |                                                                       | Presenze                                                              | 32                                                                    |                                                                       | Reti                                                                  | 2                                                                     |                                                                       |

## Palmarès

### Club

#### Competizioni nazionali
- Coppa di Svezia: 1

Elfsborg: 2003
- Campionato svedese: 1

Elfsborg: 2006
- Supercoppa di Svezia: 1

Elfsborg:  2007
- Coppa di Danimarca: 1

Brøndby: 2007-2008
- Campionato turco: 1

Fenerbahçe: 2013-2014